# Gerhard Schmidt (Produzent)

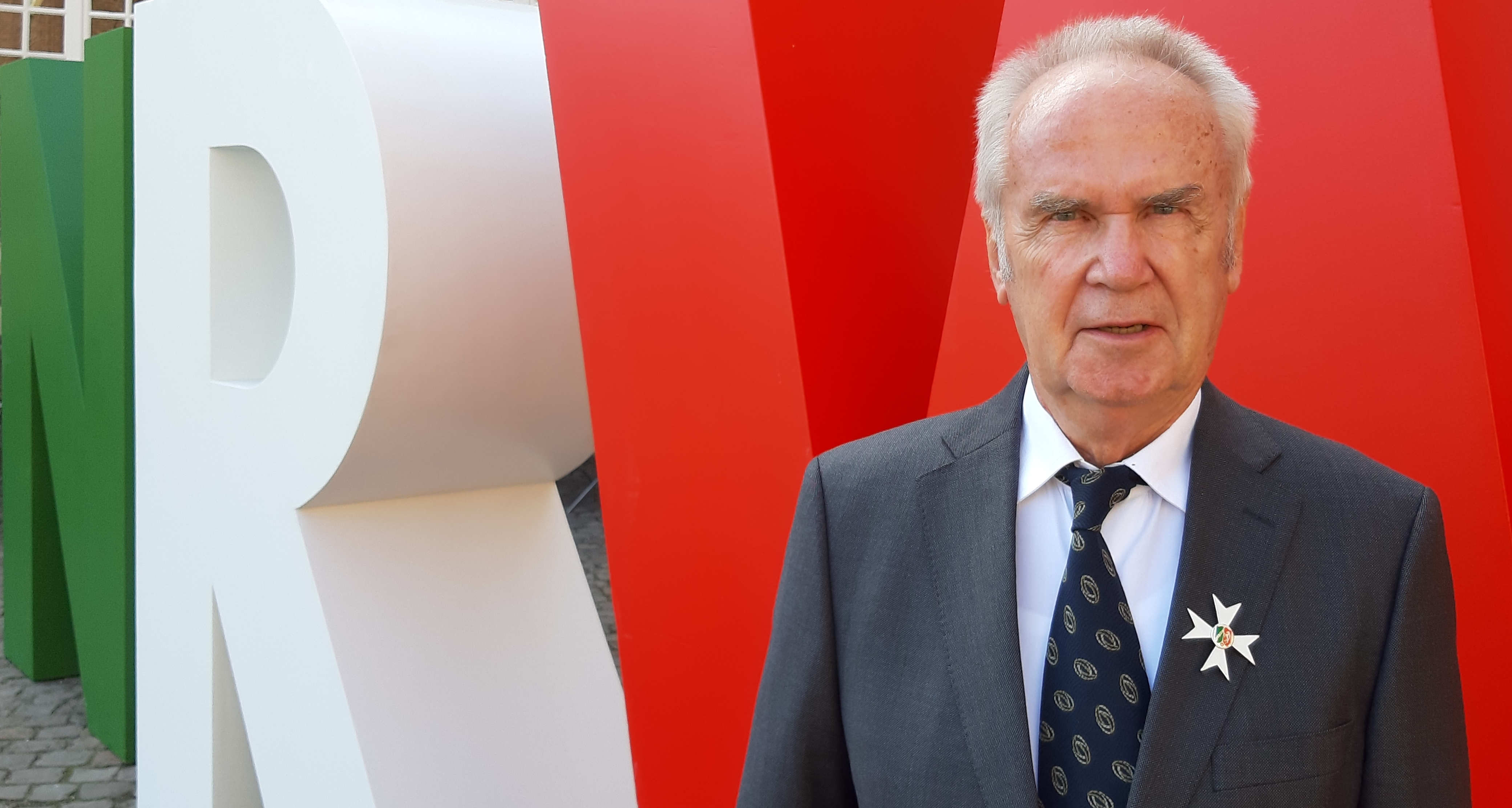
Gerhard Schmidt (2019) mit dem Verdienstorden des Landes Nordrhein-Westfalen

Gerhard Schmidt (vollständiger Name: Gerhard Ernst Schmidt) (* 7. Januar 1941 in Berlin) ist ein deutscher Filmproduzent, Drehbuchautor und Regisseur.

## Leben und Wirken
Gerhard Schmidt studierte in Bonn und Köln Jura, orientalische Sprachen und Soziologie. Er nahm mit Hansjürgen Hilgert an der Bonner Bühne für sinnliche Wahrnehmung mit teil. Ihre gemeinsam produzierten Filme Flucht und Morgengrauen erhielten dort das Prädikat „Wertvoll“.
1964 erhielten Schmidt und Hilgert, in Zusammenarbeit mit Gerd Hergen Lübben und Georg Müller-Egert für ihren dritten Kurzfilm, Aus dem Leben des Georg Wenzel, im Rahmen der Mannheimer XIII. Internationalen Filmwoche den Bundesfilmpreis.
Gerhard Schmidt gründete diverse Filmproduktionen wie die Gerhard Schmidt Scripts & Films Produktion (Köln) sowie den Produzentenverband NRW und die Deutsche Akademie für Fernsehen. Eine 1962 gegründete Produktionsfirma betrieb er von 1964 an zusammen mit Hans Hermann Köper unter dem Namen Köper+Schmidt, books and films. Nach Köpers Tod im Jahre 1977 führte er die Firma alleine weiter, bevor er 1988 zusammen mit seiner Frau Micha Terjung die Firmen Cologne (für deutschsprachige Programme) und Gemini (für internationale Programme und Kinoprojekte) gründete.
Schmidt war auch publizistisch aktiv. Für die 1968 gestartete Zeitschrift Underground des Verlegerduos Bärmeier & Nikel war er zusammen mit dem späteren  WDR Hörfunkdirektor Wolfgang Schmitz als Chefredakteur verantwortlich. 1974 veröffentlichte er zusammen mit Köper  zwei Robinzak-Bücher in Ergänzung der gleichnamigen Jugendsendung die im Nachmittagsprogramm des ZDF, deren Autoren sie ebenfalls waren.
Gerhard Schmidt engagiert sich außerdem für medienpolitische Belange in Nordrhein-Westfalen.

## Filmografie (Auswahl)
- 1960: Olympische Splitter
- 1961: Flucht
- 1963: Morgengrauen
- 1964: Aus dem Leben des Georg Wenzel
- 1975: Die Insel der Krebse
- 1984: Is was, Kanzler?
- 1990: Kommissar Klefisch – Dienstvergehen
- 1996: Mein Freund Joe
- 2009: Günter Wallraff: Schwarz auf Weiß
- 2011: An einem Tag in Duisburg – Todesfalle Loveparade
- 2011: An einem Tag in Kunduz – Der tödliche Befehl
- 2015: Domian – Interview mit dem Tod
- 2017: Nicht ohne uns![7]

## Auszeichnungen
- 1971 Adolf-Grimme-Preis 1971 zusammen mit Hans Hermann Köper für die Regie von Express (ZDF-Sendung vom 4. September 1970)
- 2019 Verdienstorden des Landes Nordrhein-Westfalen[8]
- 2020 Ehrenpreis der Deutschen Akademie für Fernsehen